# Tadeusz Wojtas (kolarz)
Tadeusz Wojtas (ur. 8 lutego 1955 w Pszczółkach) – polski kolarz, olimpijczyk z Moskwy 1980.
Jeden z czołowych polskich kolarzy drugiej połowy lat 70. i początku lat 80. XX wieku. Dwukrotnie zajmował 2. miejsce w klasyfikacji generalnej „Tour de Pologne” w roku 1978 i w roku 1980. Wicemistrz Polski w wyścigu ze startu wspólnego w roku 1980.
Na igrzyskach w Moskwie wystartował w wyścigu szosowym ze startu wspólnego zajmując 5. miejsce.